# Porto do Mangue
Porto do Mangue este un oraș în Rio Grande do Norte (RN), Brazilia.